# Carlos María de los Dolores de Borbón

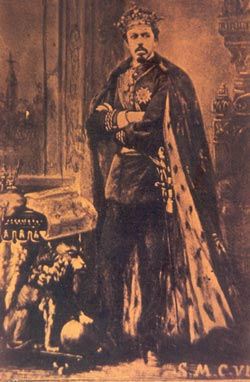
Carlos (VII) als koning

Carlos María de los Dolores Juan Isidro José Francisco Quirín Antonio Miguel Gabriel Rafael de Borbón y Austria-Este (Laibach, 30 maart 1848 - Varese, 18 juli 1909), Hertog van Madrid, was van 1868 tot 1909 als Karel VII de vierde carlistische pretendent naar de troon van Spanje en van 1887 tot 1909 als Karel XI legitimistisch pretendent naar de troon van Frankrijk.
Carlos was de zoon van de pretendent Juan de Borbón en diens echtgenote Maria Beatrix van Oostenrijk-Este, een dochter van Frans IV van Modena. Hij groeide op bij zijn moeder in Venetië, terwijl zijn vader overwegend in Engeland verbleef. In 1867 huwde hij met Margaretha van Bourbon-Parma (1847-1893), een dochter van Karel III van Parma en Louise Maria van Frankrijk. Uit het huwelijk werden vijf kinderen geboren: Blanca (1868-1949), Jaime (1870-1931), Elvira (1871-1929), Beatriz (1874-1961) en Alicia (1876-1975). Blanca werd de moeder van de latere pretendent Karel Pius van Oostenrijk.
In 1868, het jaar dat koningin Isabella II door een opstand haar troon verloor, droeg Juan zijn aanspraken op de Spaanse troon over aan Carlos. Kort daarop ontmoette Carlos de gevluchte Isabella in Parijs, waar ze vergeefs probeerden tot een oplossing van hun rivaliteit te komen. Hij trainde in Frankrijk een leger en begon in 1872, gesteund door pro-Carlistische onrust in Catalonië, Navarra en Baskenland, de Derde Carlistenoorlog tegen Isabella's gekozen opvolger Amadeus van Savoye, ter plaatse geleid door zijn broer Alfonso Carlos. Na Amadeus' aftreden in 1873 werd de Eerste Spaanse Republiek uitgeroepen, die de strijd tegen de carlisten voortzette, maar leidde tot complete anarchie.

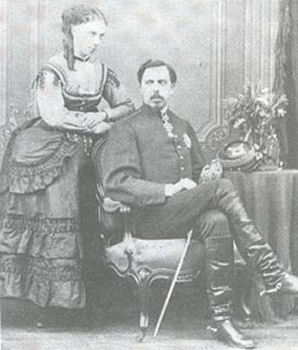
Don Carlos (VII) en zijn vrouw Margaretha

Carlos verscheen in 1873 andermaal in Spanje en vestigde zich in Estella, waar hij meer dan twee jaar verbleef. Hij kreeg geheel Noord-Spanje in zijn macht en gaf zelfs munten en postzegels met zijn beeldenaar uit. Door hun wreedheid jegens krijgsgevangenen joegen Carlos en Alfonso Carlos echter de internationale politiek tegen zich in het harnas. Aan de Carlistische zegetocht kwam een einde na de installatie van Isabella's zoon Alfons XII op de troon in 1874. Het nieuwe regime maakte ernst met het bestrijden van de carlisten. Door Carlos' onvermogen overwinningen uit te buiten en de oproep van de carlistische generaal Ramón Cabrera de strijd te staken moesten de carlisten uiteindelijk het onderspit delven.
Carlos week in 1876 uit naar Frankrijk en bereisde van daaruit onder meer de Verenigde Staten, Mexico, Brits-Indië en Egypte. Bij het uitbreken van de Russisch-Turkse Oorlog van 1877-1878 trad hij in contact met de Russische opperbevelhebber grootvorst Nicolaas Nikolajevitsj en maakte hij in Russisch gevolg de Balkanveldtocht mee.
Na de dood van Alfons XII (1885) en na de Spaans-Amerikaanse Oorlog (1898) trachtte hij in Spanje nieuwe opstanden te ontketenen, die echter mislukten door gebrek aan leiderschap. Met de dood van Juan werd hij in 1883 ook pretendent naar de Franse troon. Hij maakte hierop expliciet aanspraak, maar zegde toe dat van een personele unie tussen Spanje en Frankrijk geen sprake zou zijn. Een jaar na de dood van zijn eerste vrouw (1893) hertrouwde hij met Berthe de Rohan (1860-1945). Bij zijn dood in 1909 liet hij de carlisten gedesillusioneerd en onderling verdeeld achter. Zijn opvolger was zijn zoon Jaime.

## Kwartierstaat
| Karel IV van Spanje (1748-1819) | Karel IV van Spanje (1748-1819) | Karel IV van Spanje (1748-1819) | Karel IV van Spanje (1748-1819) | Karel IV van Spanje (1748-1819)            | Karel IV van Spanje (1748-1819)            | Maria Louisa van Parma (1751-1819)         | Maria Louisa van Parma (1751-1819)         | Maria Louisa van Parma (1751-1819)         | Maria Louisa van Parma (1751-1819)         | Maria Louisa van Parma (1751-1819)                 | Maria Louisa van Parma (1751-1819)                 |                                                    |                                                    | Johan VI van Portugal (1767-1826)                  | Johan VI van Portugal (1767-1826)                  | Johan VI van Portugal (1767-1826)        | Johan VI van Portugal (1767-1826)        | Johan VI van Portugal (1767-1826)                   | Johan VI van Portugal (1767-1826)                   | Charlotte Joachime van Bourbon (1775-1830)          | Charlotte Joachime van Bourbon (1775-1830)          | Charlotte Joachime van Bourbon (1775-1830)          | Charlotte Joachime van Bourbon (1775-1830)          | Charlotte Joachime van Bourbon (1775-1830) | Charlotte Joachime van Bourbon (1775-1830) |  |  | Ferdinand van Oostenrijk (1754-1806) | Ferdinand van Oostenrijk (1754-1806) | Ferdinand van Oostenrijk (1754-1806)   | Ferdinand van Oostenrijk (1754-1806)   | Ferdinand van Oostenrijk (1754-1806)   | Ferdinand van Oostenrijk (1754-1806)   | Maria Beatrice d'Este (1750-1829)      | Maria Beatrice d'Este (1750-1829)      | Maria Beatrice d'Este (1750-1829) | Maria Beatrice d'Este (1750-1829) | Maria Beatrice d'Este (1750-1829)             | Maria Beatrice d'Este (1750-1829)             |                                               |                                               | Victor Emanuel I van Sardinië (1759-1824)     | Victor Emanuel I van Sardinië (1759-1824)     | Victor Emanuel I van Sardinië (1759-1824) | Victor Emanuel I van Sardinië (1759-1824) | Victor Emanuel I van Sardinië (1759-1824) | Victor Emanuel I van Sardinië (1759-1824) | Maria Theresia van Oostenrijk-Este (1773-1832) | Maria Theresia van Oostenrijk-Este (1773-1832) | Maria Theresia van Oostenrijk-Este (1773-1832) | Maria Theresia van Oostenrijk-Este (1773-1832) | Maria Theresia van Oostenrijk-Este (1773-1832) | Maria Theresia van Oostenrijk-Este (1773-1832) |  |  |  |  |  |  |  |  |  |  |  |  |  |  |  |  |  |  |  |  |  |  |  |  |  |  |  |  |  |  |  |  |  |  |  |  |  |  |  |  |  |  |  |  |  |  |  |  |
| Karel IV van Spanje (1748-1819) | Karel IV van Spanje (1748-1819) | Karel IV van Spanje (1748-1819) | Karel IV van Spanje (1748-1819) | Karel IV van Spanje (1748-1819)            | Karel IV van Spanje (1748-1819)            | Maria Louisa van Parma (1751-1819)         | Maria Louisa van Parma (1751-1819)         | Maria Louisa van Parma (1751-1819)         | Maria Louisa van Parma (1751-1819)         | Maria Louisa van Parma (1751-1819)                 | Maria Louisa van Parma (1751-1819)                 |                                                    |                                                    | Johan VI van Portugal (1767-1826)                  | Johan VI van Portugal (1767-1826)                  | Johan VI van Portugal (1767-1826)        | Johan VI van Portugal (1767-1826)        | Johan VI van Portugal (1767-1826)                   | Johan VI van Portugal (1767-1826)                   | Charlotte Joachime van Bourbon (1775-1830)          | Charlotte Joachime van Bourbon (1775-1830)          | Charlotte Joachime van Bourbon (1775-1830)          | Charlotte Joachime van Bourbon (1775-1830)          | Charlotte Joachime van Bourbon (1775-1830) | Charlotte Joachime van Bourbon (1775-1830) |  |  | Ferdinand van Oostenrijk (1754-1806) | Ferdinand van Oostenrijk (1754-1806) | Ferdinand van Oostenrijk (1754-1806)   | Ferdinand van Oostenrijk (1754-1806)   | Ferdinand van Oostenrijk (1754-1806)   | Ferdinand van Oostenrijk (1754-1806)   | Maria Beatrice d'Este (1750-1829)      | Maria Beatrice d'Este (1750-1829)      | Maria Beatrice d'Este (1750-1829) | Maria Beatrice d'Este (1750-1829) | Maria Beatrice d'Este (1750-1829)             | Maria Beatrice d'Este (1750-1829)             |                                               |                                               | Victor Emanuel I van Sardinië (1759-1824)     | Victor Emanuel I van Sardinië (1759-1824)     | Victor Emanuel I van Sardinië (1759-1824) | Victor Emanuel I van Sardinië (1759-1824) | Victor Emanuel I van Sardinië (1759-1824) | Victor Emanuel I van Sardinië (1759-1824) | Maria Theresia van Oostenrijk-Este (1773-1832) | Maria Theresia van Oostenrijk-Este (1773-1832) | Maria Theresia van Oostenrijk-Este (1773-1832) | Maria Theresia van Oostenrijk-Este (1773-1832) | Maria Theresia van Oostenrijk-Este (1773-1832) | Maria Theresia van Oostenrijk-Este (1773-1832) |  |  |  |  |  |  |  |  |  |  |  |  |  |  |  |  |  |  |  |  |  |  |  |  |  |  |  |  |  |  |  |  |  |  |  |  |  |  |  |  |  |  |  |  |  |  |  |  |
|                                 |                                 |                                 |                                 |                                            |                                            |                                            |                                            |                                            |                                            |                                                    |                                                    |                                                    |                                                    |                                                    |                                                    |                                          |                                          |                                                     |                                                     |                                                     |                                                     |                                                     |                                                     |                                            |                                            |  |  |                                      |                                      |                                        |                                        |                                        |                                        |                                        |                                        |                                   |                                   |                                               |                                               |                                               |                                               |                                               |                                               |                                           |                                           |                                           |                                           |                                                |                                                |                                                |                                                |                                                |                                                |  |  |  |  |  |  |  |  |  |  |  |  |  |  |  |  |  |  |  |  |  |  |  |  |  |  |  |  |  |  |  |  |  |  |  |  |  |  |  |  |  |  |  |  |  |  |  |  |
|                                 |                                 |                                 |                                 | Karel Maria Isidor van Bourbon (1788-1855) | Karel Maria Isidor van Bourbon (1788-1855) | Karel Maria Isidor van Bourbon (1788-1855) | Karel Maria Isidor van Bourbon (1788-1855) | Karel Maria Isidor van Bourbon (1788-1855) | Karel Maria Isidor van Bourbon (1788-1855) |                                                    |                                                    |                                                    |                                                    |                                                    |                                                    | Maria Francisca van Portugal (1800-1834) | Maria Francisca van Portugal (1800-1834) | Maria Francisca van Portugal (1800-1834)            | Maria Francisca van Portugal (1800-1834)            | Maria Francisca van Portugal (1800-1834)            | Maria Francisca van Portugal (1800-1834)            |                                                     |                                                     |                                            |                                            |  |  |                                      |                                      |                                        |                                        | Frans IV van Modena (1779-1846)        | Frans IV van Modena (1779-1846)        | Frans IV van Modena (1779-1846)        | Frans IV van Modena (1779-1846)        | Frans IV van Modena (1779-1846)   | Frans IV van Modena (1779-1846)   |                                               |                                               |                                               |                                               |                                               |                                               | Maria Beatrix van Savoye (1792-1840)      | Maria Beatrix van Savoye (1792-1840)      | Maria Beatrix van Savoye (1792-1840)      | Maria Beatrix van Savoye (1792-1840)      | Maria Beatrix van Savoye (1792-1840)           | Maria Beatrix van Savoye (1792-1840)           |                                                |                                                |                                                |                                                |  |  |  |  |  |  |  |  |  |  |  |  |  |  |  |  |  |  |  |  |  |  |  |  |  |  |  |  |  |  |  |  |  |  |  |  |  |  |  |  |  |  |  |  |  |  |  |  |
|                                 |                                 |                                 |                                 | Karel Maria Isidor van Bourbon (1788-1855) | Karel Maria Isidor van Bourbon (1788-1855) | Karel Maria Isidor van Bourbon (1788-1855) | Karel Maria Isidor van Bourbon (1788-1855) | Karel Maria Isidor van Bourbon (1788-1855) | Karel Maria Isidor van Bourbon (1788-1855) |                                                    |                                                    |                                                    |                                                    |                                                    |                                                    | Maria Francisca van Portugal (1800-1834) | Maria Francisca van Portugal (1800-1834) | Maria Francisca van Portugal (1800-1834)            | Maria Francisca van Portugal (1800-1834)            | Maria Francisca van Portugal (1800-1834)            | Maria Francisca van Portugal (1800-1834)            |                                                     |                                                     |                                            |                                            |  |  |                                      |                                      |                                        |                                        | Frans IV van Modena (1779-1846)        | Frans IV van Modena (1779-1846)        | Frans IV van Modena (1779-1846)        | Frans IV van Modena (1779-1846)        | Frans IV van Modena (1779-1846)   | Frans IV van Modena (1779-1846)   |                                               |                                               |                                               |                                               |                                               |                                               | Maria Beatrix van Savoye (1792-1840)      | Maria Beatrix van Savoye (1792-1840)      | Maria Beatrix van Savoye (1792-1840)      | Maria Beatrix van Savoye (1792-1840)      | Maria Beatrix van Savoye (1792-1840)           | Maria Beatrix van Savoye (1792-1840)           |                                                |                                                |                                                |                                                |  |  |  |  |  |  |  |  |  |  |  |  |  |  |  |  |  |  |  |  |  |  |  |  |  |  |  |  |  |  |  |  |  |  |  |  |  |  |  |  |  |  |  |  |  |  |  |  |
|                                 |                                 |                                 |                                 |                                            |                                            |                                            |                                            |                                            |                                            | Juan Carlos María Isidro van Bourbon\| (1822-1887) | Juan Carlos María Isidro van Bourbon\| (1822-1887) | Juan Carlos María Isidro van Bourbon\| (1822-1887) | Juan Carlos María Isidro van Bourbon\| (1822-1887) | Juan Carlos María Isidro van Bourbon\| (1822-1887) | Juan Carlos María Isidro van Bourbon\| (1822-1887) |                                          |                                          |                                                     |                                                     |                                                     |                                                     |                                                     |                                                     |                                            |                                            |  |  |                                      |                                      |                                        |                                        |                                        |                                        |                                        |                                        |                                   |                                   | Maria Beatrix van Oostenrijk-Este (1824-1906) | Maria Beatrix van Oostenrijk-Este (1824-1906) | Maria Beatrix van Oostenrijk-Este (1824-1906) | Maria Beatrix van Oostenrijk-Este (1824-1906) | Maria Beatrix van Oostenrijk-Este (1824-1906) | Maria Beatrix van Oostenrijk-Este (1824-1906) |                                           |                                           |                                           |                                           |                                                |                                                |                                                |                                                |                                                |                                                |  |  |  |  |  |  |  |  |  |  |  |  |  |  |  |  |  |  |  |  |  |  |  |  |  |  |  |  |  |  |  |  |  |  |  |  |  |  |  |  |  |  |  |  |  |  |  |  |
|                                 |                                 |                                 |                                 |                                            |                                            |                                            |                                            |                                            |                                            | Juan Carlos María Isidro van Bourbon\| (1822-1887) | Juan Carlos María Isidro van Bourbon\| (1822-1887) | Juan Carlos María Isidro van Bourbon\| (1822-1887) | Juan Carlos María Isidro van Bourbon\| (1822-1887) | Juan Carlos María Isidro van Bourbon\| (1822-1887) | Juan Carlos María Isidro van Bourbon\| (1822-1887) |                                          |                                          |                                                     |                                                     |                                                     |                                                     |                                                     |                                                     |                                            |                                            |  |  |                                      |                                      |                                        |                                        |                                        |                                        |                                        |                                        |                                   |                                   | Maria Beatrix van Oostenrijk-Este (1824-1906) | Maria Beatrix van Oostenrijk-Este (1824-1906) | Maria Beatrix van Oostenrijk-Este (1824-1906) | Maria Beatrix van Oostenrijk-Este (1824-1906) | Maria Beatrix van Oostenrijk-Este (1824-1906) | Maria Beatrix van Oostenrijk-Este (1824-1906) |                                           |                                           |                                           |                                           |                                                |                                                |                                                |                                                |                                                |                                                |  |  |  |  |  |  |  |  |  |  |  |  |  |  |  |  |  |  |  |  |  |  |  |  |  |  |  |  |  |  |  |  |  |  |  |  |  |  |  |  |  |  |  |  |  |  |  |  |
|                                 |                                 |                                 |                                 |                                            |                                            |                                            |                                            |                                            |                                            |                                                    |                                                    |                                                    |                                                    |                                                    |                                                    |                                          |                                          |                                                     |                                                     |                                                     |                                                     |                                                     |                                                     |                                            |                                            |  |  |                                      |                                      |                                        |                                        |                                        |                                        |                                        |                                        |                                   |                                   |                                               |                                               |                                               |                                               |                                               |                                               |                                           |                                           |                                           |                                           |                                                |                                                |                                                |                                                |                                                |                                                |  |  |  |  |  |  |  |  |  |  |  |  |  |  |  |  |  |  |  |  |  |  |  |  |  |  |  |  |  |  |  |  |  |  |  |  |  |  |  |  |  |  |  |  |  |  |  |  |
|                                 |                                 |                                 |                                 |                                            |                                            |                                            |                                            |                                            |                                            |                                                    |                                                    |                                                    |                                                    |                                                    |                                                    |                                          |                                          |                                                     |                                                     |                                                     |                                                     |                                                     |                                                     |                                            |                                            |  |  |                                      |                                      |                                        |                                        |                                        |                                        |                                        |                                        |                                   |                                   |                                               |                                               |                                               |                                               |                                               |                                               |                                           |                                           |                                           |                                           |                                                |                                                |                                                |                                                |                                                |                                                |  |  |  |  |  |  |  |  |  |  |  |  |  |  |  |  |  |  |  |  |  |  |  |  |  |  |  |  |  |  |  |  |  |  |  |  |  |  |  |  |  |  |  |  |  |  |  |  |
|                                 |                                 |                                 |                                 |                                            |                                            |                                            |                                            |                                            |                                            |                                                    |                                                    |                                                    |                                                    |                                                    |                                                    |                                          |                                          | Carlos María de los Dolores van Bourbon (1848-1909) | Carlos María de los Dolores van Bourbon (1848-1909) | Carlos María de los Dolores van Bourbon (1848-1909) | Carlos María de los Dolores van Bourbon (1848-1909) | Carlos María de los Dolores van Bourbon (1848-1909) | Carlos María de los Dolores van Bourbon (1848-1909) |                                            |                                            |  |  |                                      |                                      | Alfonso Carlos van Bourbon (1849-1936) | Alfonso Carlos van Bourbon (1849-1936) | Alfonso Carlos van Bourbon (1849-1936) | Alfonso Carlos van Bourbon (1849-1936) | Alfonso Carlos van Bourbon (1849-1936) | Alfonso Carlos van Bourbon (1849-1936) |                                   |                                   |                                               |                                               |                                               |                                               |                                               |                                               |                                           |                                           |                                           |                                           |                                                |                                                |                                                |                                                |                                                |                                                |  |  |  |  |  |  |  |  |  |  |  |  |  |  |  |  |  |  |  |  |  |  |  |  |  |  |  |  |  |  |  |  |  |  |  |  |  |  |  |  |  |  |  |  |  |  |  |  |